# Bienvillers Military Cemetery
Le Bienvillers Military Cemetery  est un cimetière militaire de la Première Guerre mondiale, situé sur le territoire de la commune de Bienvillers-au-Bois, dans le département du Pas-de-Calais, au sud-ouest d'Arras.

## Localisation
Ce cimetière est situé à la sortie sud-ouest village, rue Saint-Etton.

## Histoire

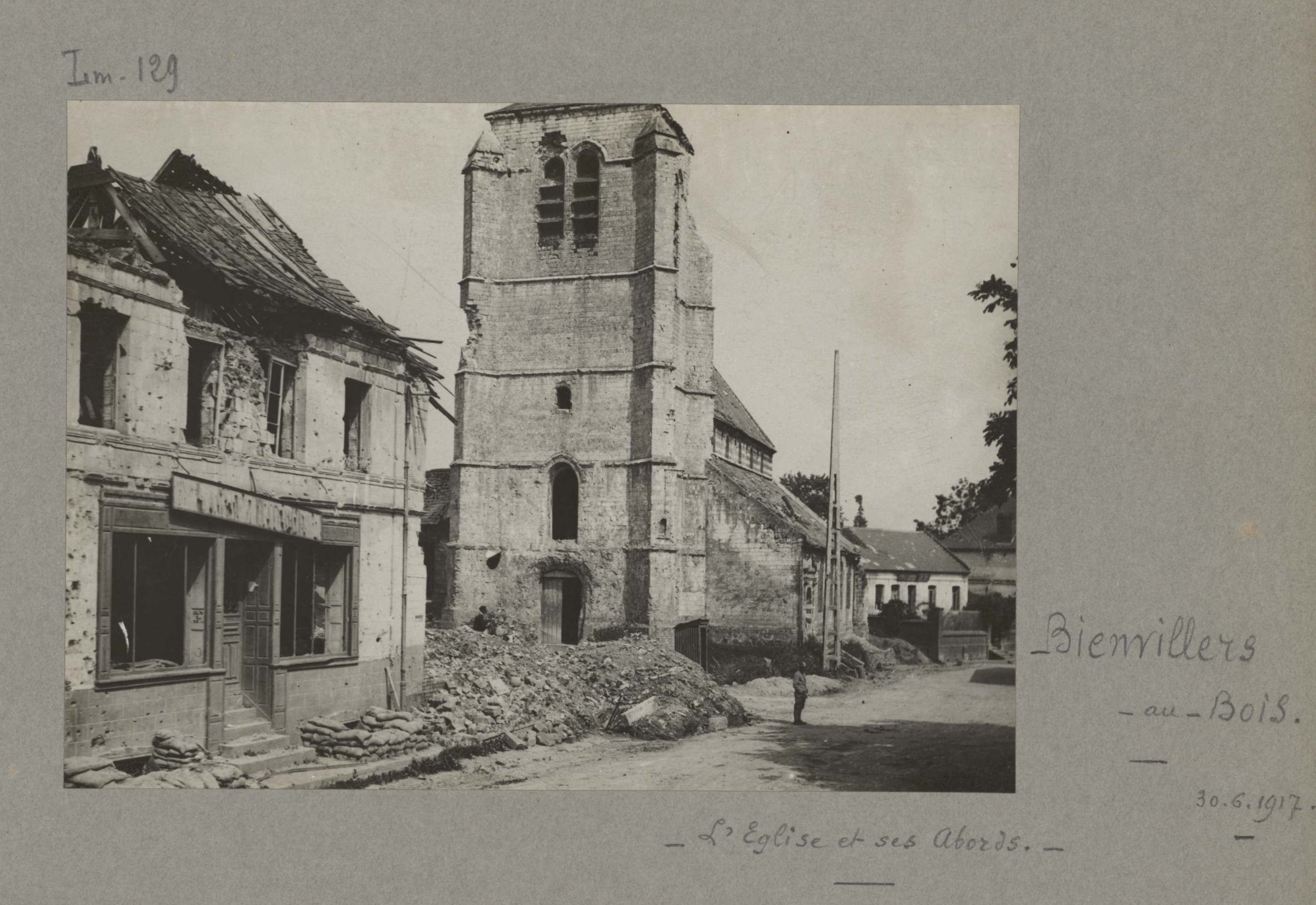
Les ruines du village en juin 1917.

Le cimetière militaire de Bienvillers a été commencé en septembre 1915  et poursuivi par jusqu'en mars 1917 lorsque le secteur s'est trouvé à proximité de la ligne de front. De mars 1917 à mars 1918, du fait du retrait des Allemands sur la ligne Hindenburg, le front a reculé d'une trentaine de kilomètres à l'est, ce qui a entraîné la fermeture du cimetière. Il a de nouveau été utilisé de  mars à septembre 1918, lorsque le village fut de nouveau près de la ligne de front lors de l'offensive du Printemps. Après l'armistice, de nombreuses tombes ont été rapportées de cimetières provisoires crées lors de la bataille des hauteurs de l'Ancre.
Le cimetière contient maintenant 1607 sépultures du Commonwealth de la Première Guerre mondiale dont 425 ne sont pas identifiées. Les seize sépultures de la Seconde Guerre mondiale datent toutes des premiers mois de la guerre, avant que l'invasion allemande de mai 1940 ne force l'évacuation du Corps expéditionnaire britannique de France. Un soldat allemand est également inhumé dans ce cimetière.

## Caractéristiques
Ce vaste cimetière, au plan rectangulaire de 110 m sur 60, est entouré d'un muret de moellons. Une imposante arche marque son entrée. Le cimetière a été conçu par les architectes britanniques Charles  Holden et George Hartley Goldsmith  (d).

## Sépultures
| Pays             | Sépultures |
| ---------------- | ---------- |
| Royaume-Uni      | 1 569      |
| Australie        | 25         |
| Nouvelle-Zélande | 9          |
| Canada           | 3          |
| Afrique du Sud   | 1          |
| Allemagne        | 1          |
| Total            | 1 608      |

## Galerie

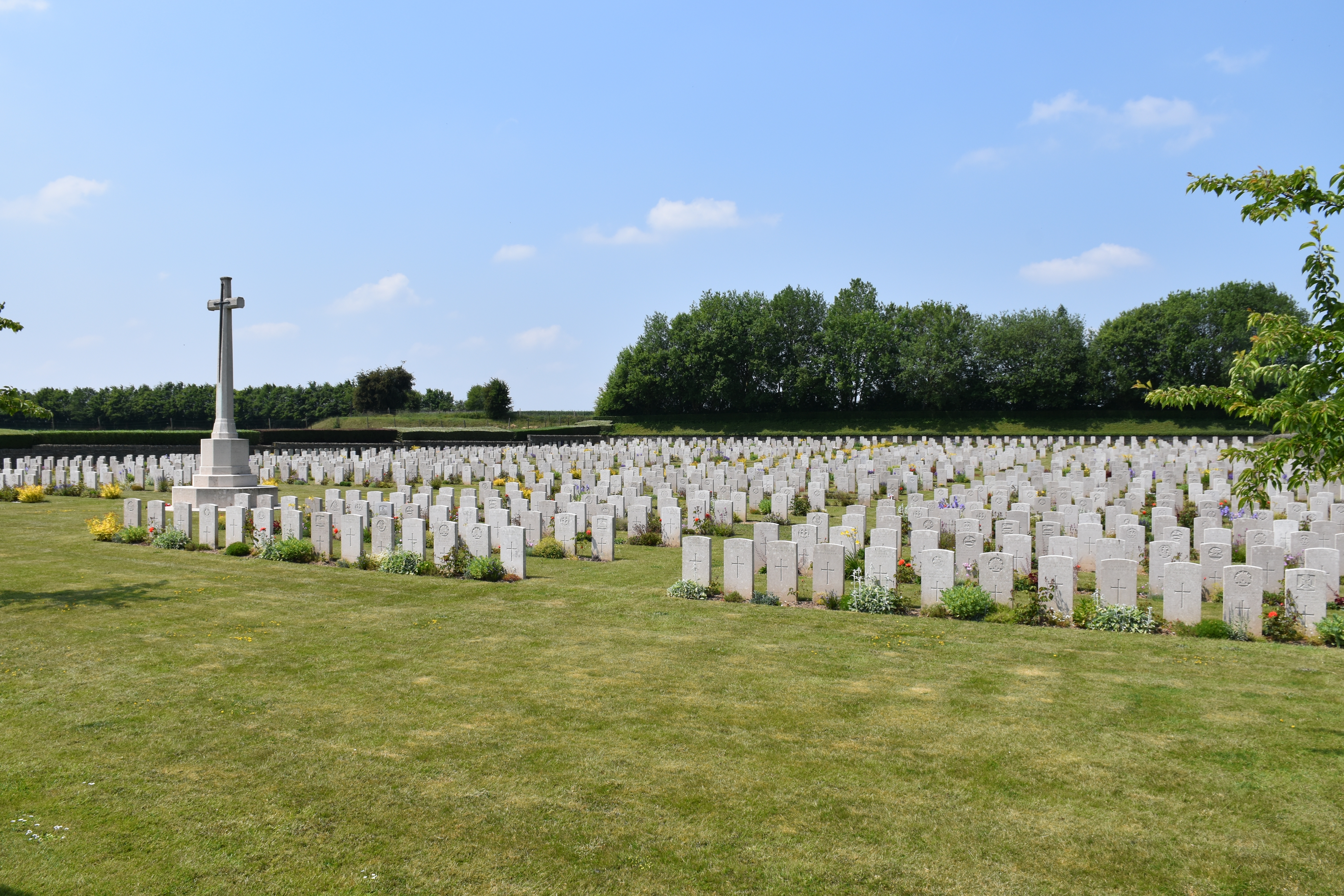
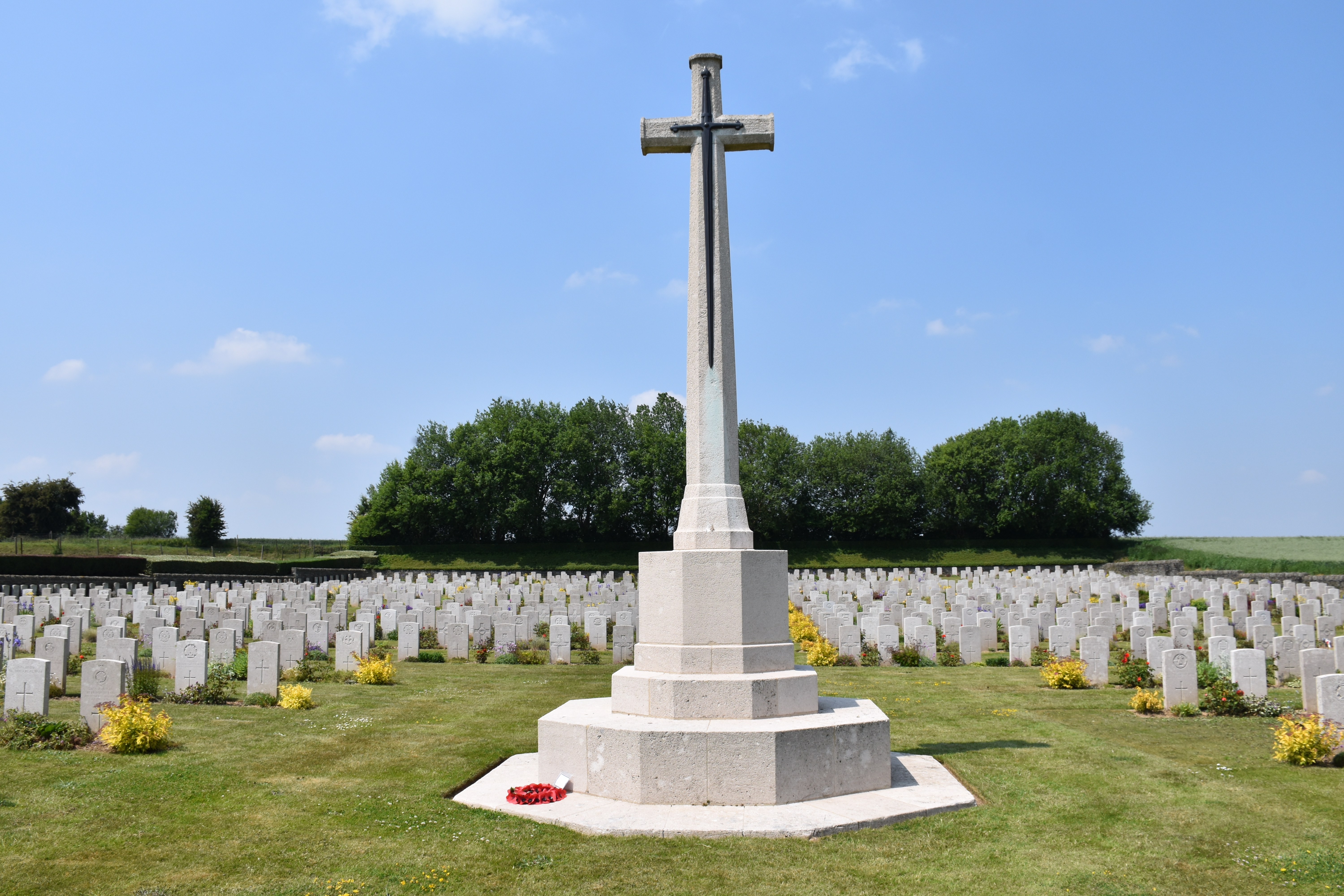
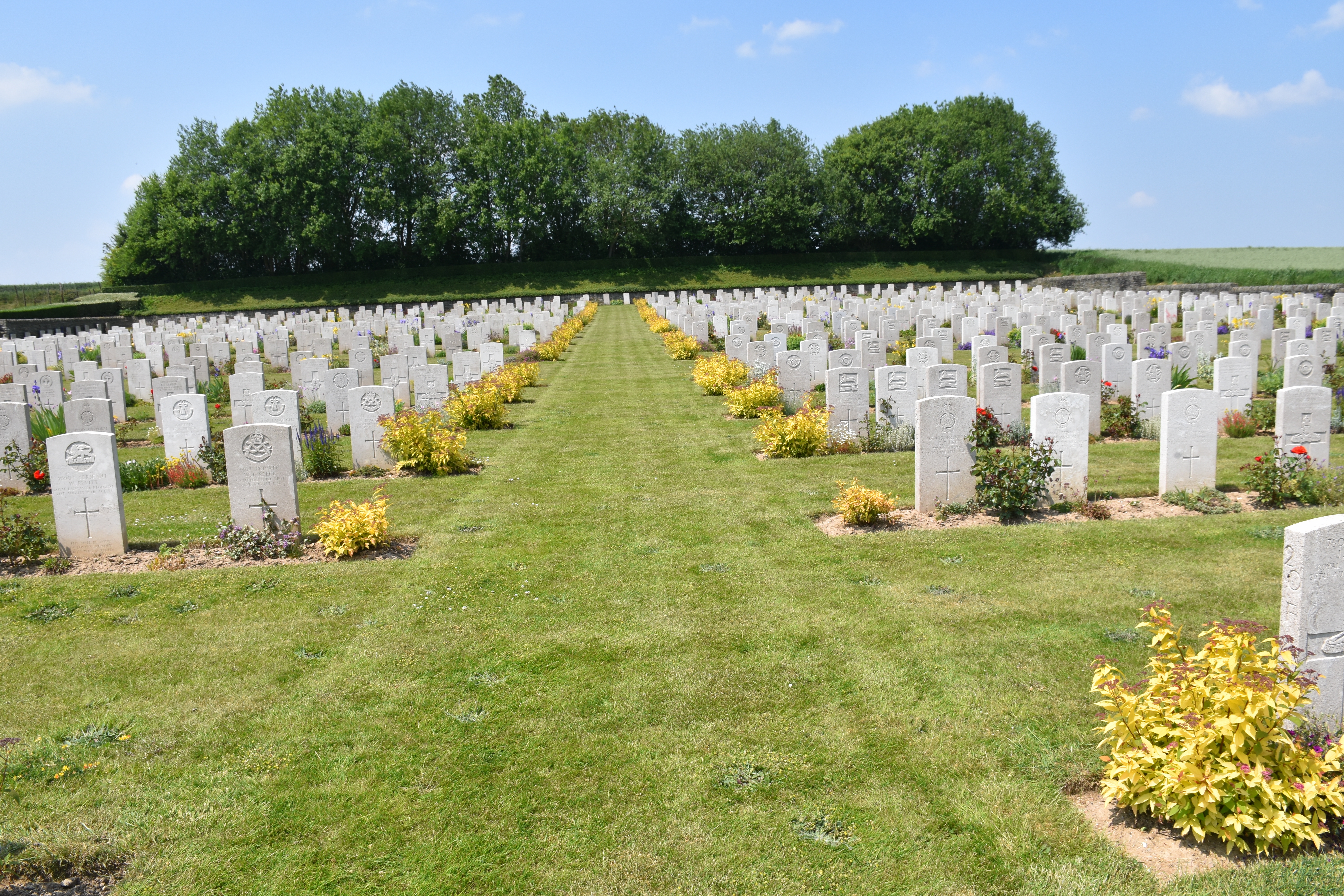
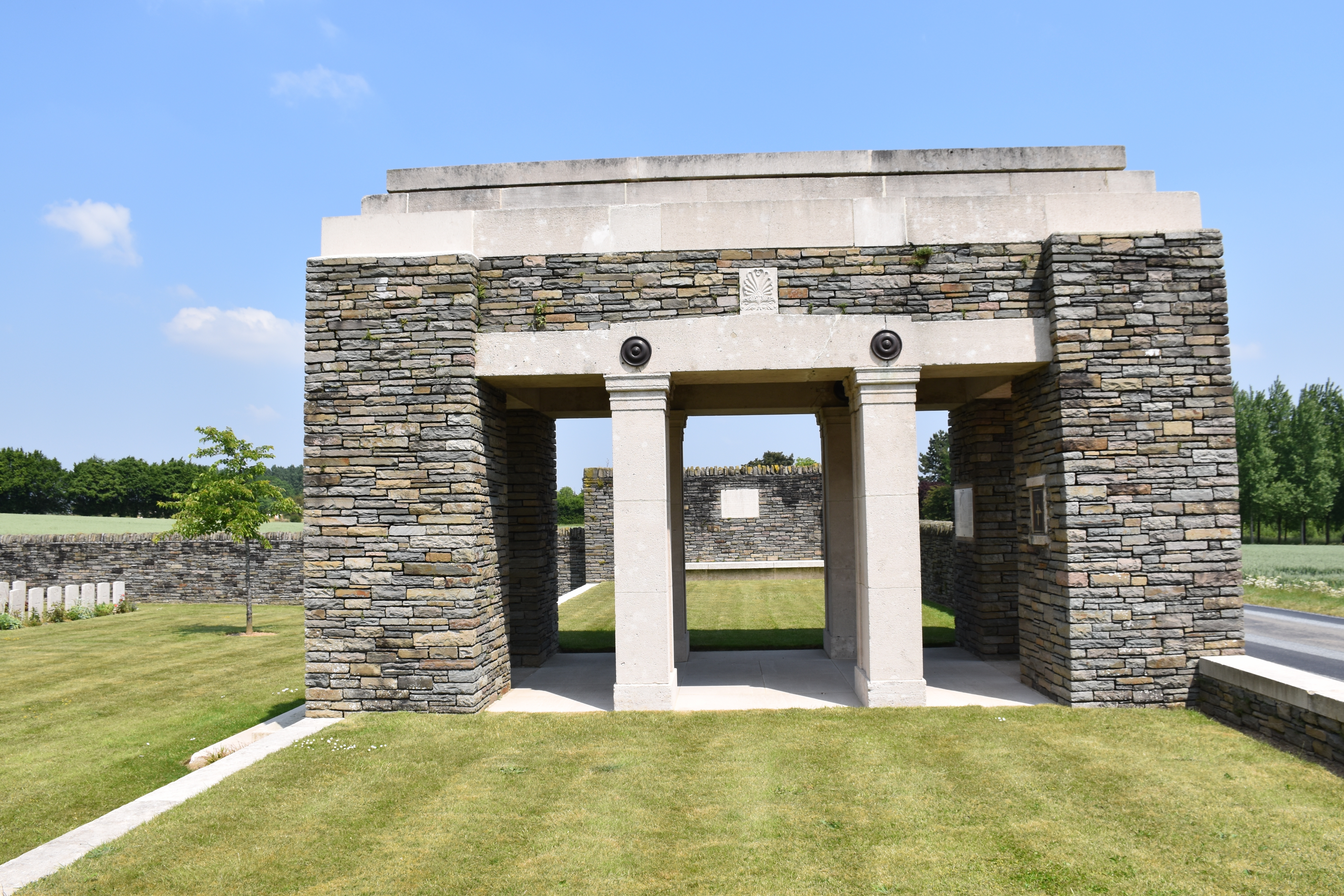
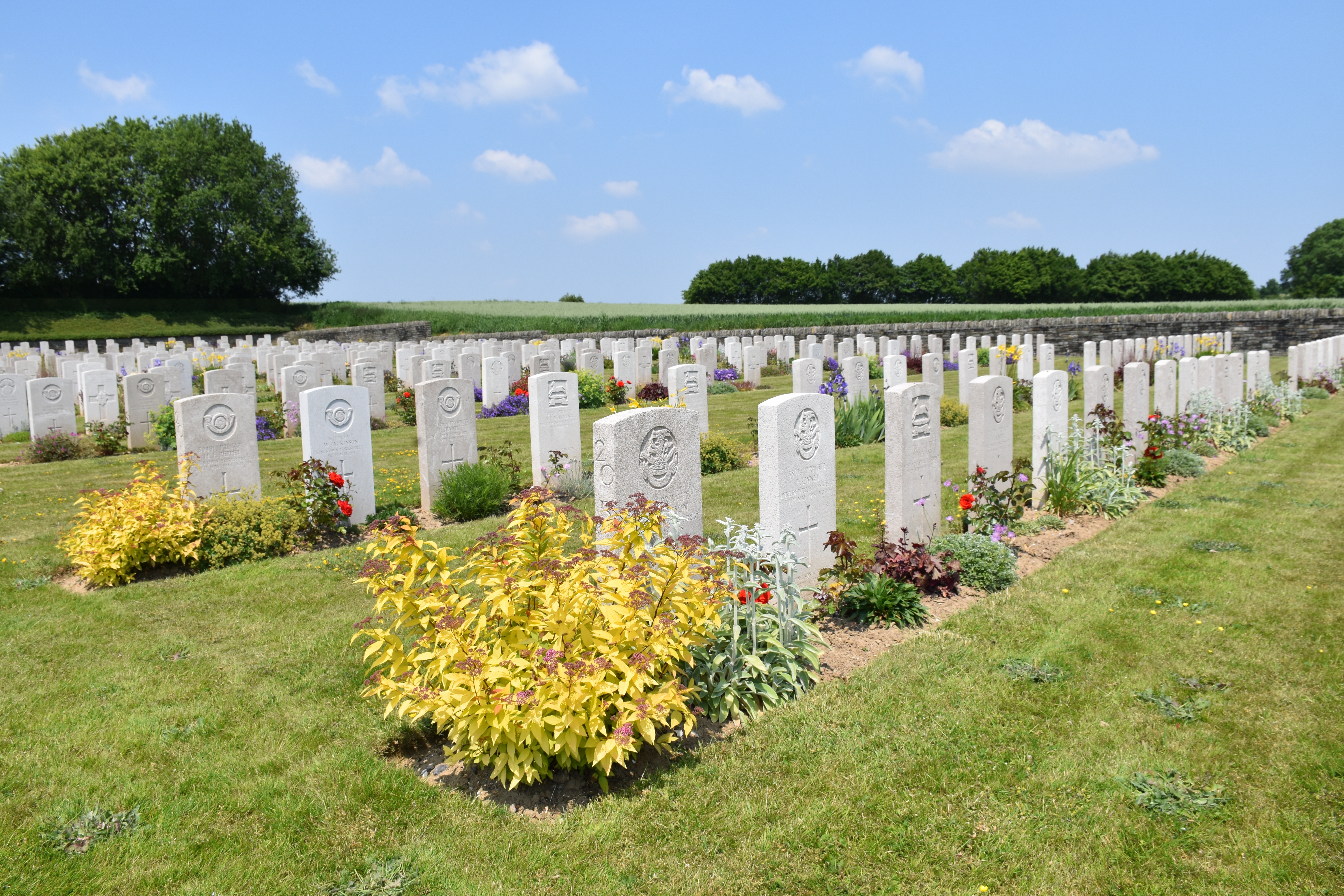
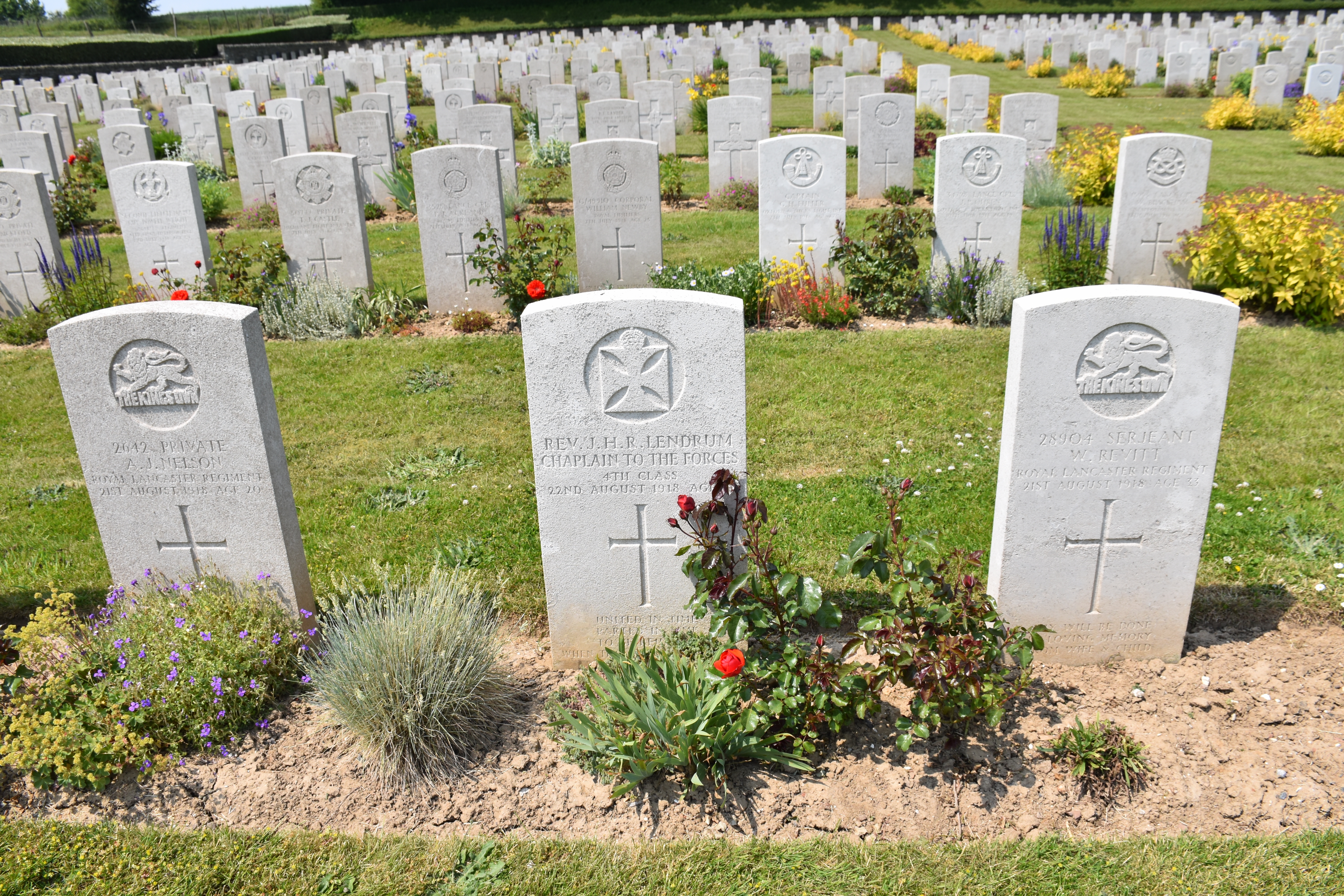
La tombe du révérand J.H.R. Landrum, aumônier des troupes.

## Pour approfondir